# Abukuma (Fluss)
Der Abukuma (jap. 阿武隈川, Abukuma-gawa) ist der zweitlängste Fluss in der Region Tōhoku in Japan. Er ist 239 km lang und hat ein Einzugsgebiet von 5390 km².
Die Quelle des Flusses liegt auf dem Berg Asahi (旭岳, Asahi-dake). Er verläuft dann bis Shirakawa ostwärts, von dort aus nordwärts.
Dieses Tal ist der Nakadōri (中通り, „Mittelstraße“) genannt Teil der Präfektur Fukushima. Viele kleine und mittlere Städte haben sich im Tal entwickelt, z. B. Shirakawa, Sukagawa, Kōriyama, Nihonmatsu und Fukushima.
Nach der Durchquerung des ausgedehnten Abukuma-Hochlands verläuft der Fluss weiter in der Präfektur Miyagi. Kakuda und Iwanuma sind Städte am Flussufer. Die Mündung in den Pazifik liegt zwischen Iwanuma und Watari.

## Nuklearkatastrophe von Fukushima
Das Einzugsgebiet des Abukuma ist das größte Flusssystem, das vom radioaktiven Fallout der Nuklearkatastrophe von Fukushima betroffen war. Als Folge der Nuklearkatastrophe wurden im Sommer 2013 erhöhte Konzentrationen von Cäsium im Abukuma und seiner Mündung festgestellt.
Wegen radioaktivem Material, das in den Fischen des Flusses festgestellt wurde, durfte erst ab 2021 (10 Jahre nach dem Reaktorunglück) wieder Fischerei am Abukuma betrieben werden, nachdem die Radioaktivität den Grenzbereich wieder unterschritten hatte. Jedoch mit Beschränkungen bei bestimmten Fischarten, wie dem Masu-Lachs.

## Fauna
Eine Fläche von 660 Hektar wurde 2004 von BirdLife International als Important Bird Area ausgewiesen. Über 40 Fisch- und 160 Vogelarten wurden beobachtet, darunter Entenarten wie die Spießente und Schwäne.